# فيليب بيكر هول
فيليب بيكر هول (10 سبتمبر 1931 - 12 يونيو 2022)، هو ممثل أمريكي من مواليد 10 سبتمبر 1931 في توليدو (أوهايو).

## مواقع خارجية
- فيليب بيكر هول على موقع IMDb (الإنجليزية)
- فيليب بيكر هول على موقع ألو سيني (الفرنسية)
- فيليب بيكر هول على موقع أول موفي (الإنجليزية)
- فيليب بيكر هول على موقع قاعدة بيانات برودواي على الإنترنت (الإنجليزية)
- فيليب بيكر هول على موقع قاعدة بيانات الأفلام السويدية (السويدية)
- فيليب بيكر هول على موقع إن إن دي بي (الإنجليزية)
- فيليب بيكر هول على موقع قاعدة بيانات الفيلم (الإنجليزية)
- فيليب بيكر هول على موقع كينوبويسك (الروسية)